# Free! - Iwatobi Svømmeklub
Free! - Iwatobi Svømmeklub er en japansk animeserie instrueret af Hiroko Utsumi og produceret af Kyoto Animation og Animation Do. Animen er baseret på romanen skrevet af Kõji Õji, High Speed! (ハイ☆スピード! Hai Supiido!), der fik en hædrende omtale i den anden Kyoto Animation Award konkurrence i 2011, og senere blev udgivet i juli 2013. Animen blev sendt i Japan mellem 4. juli og 26. september 2013.

## Plot
Free! starter med fire drenge - Haruka, Makoto, Nagisa og Rin - før de gik ud af indskolingen. De havde alle deltaget i en svømmekonkurrence og vundet, men deres veje skiltes. Efter et par år mødes Haruka, Makoto og Nagisa igen, da de kommer på gymnasiet. Ikke længe efter udfordrer Rin - som de troede var i Australien - Haruka til at svømme mod ham, og vinder. 
Nagisa foreslår at lave en svømmeklub, og at rydde den nedslidte, udendørs pool op, så de kan bruge den. Haruka, Makoto, Nagisa og - senere - Rei, danner Iwatobi Gymnasie Svømmeklubben og arbejder sammen for at gøre klubben til en succes. Rins sejr over Haruka betyder intet for ham, da han indser, at Haruka fuldstændig har stoppet med at svømme og ikke yder sit bedste. Han påstår, at han ikke kan komme over faktummet, indtil Haruka kæmper mod ham, mens han gør sit allerbedste. Medlemmerne af den genoplivede Iwatobi Svømmeklub deltager senere i en svømmekonkurrence mod Rin.